# Euchaetomera zurstrasseni
Euchaetomera zurstrasseni är en kräftdjursart som först beskrevs av Illig 1906.  Euchaetomera zurstrasseni ingår i släktet Euchaetomera och familjen Mysidae. Inga underarter finns listade i Catalogue of Life.